# Cercyonis phocus
Cercyonis phocus är en fjärilsart som beskrevs av Edwards 1880. Cercyonis phocus ingår i släktet Cercyonis och familjen praktfjärilar. Inga underarter finns listade i Catalogue of Life.